# Max Tosi

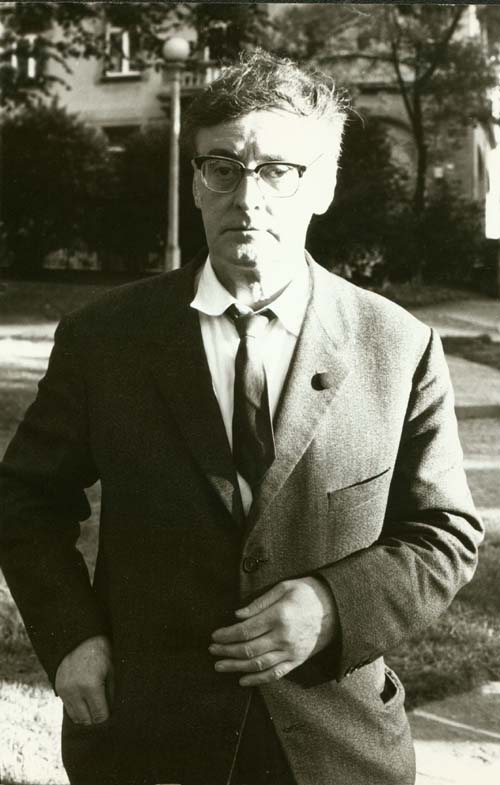
Max Tosi in Meran, um 1985

Max Tosi (* 1. März 1913 in Villanova Marchesana, Provinz Rovigo; † 11. November 1988 in Meran, Südtirol) war ein Dichter in ladinischer Sprache.

## Werdegang
Seine Muttersprache war das Friaulische. Wohnhaft in Meran erlernte er die Grödnerische Mundart des Ladinischen bei seinen Sommeraufenthalten am Hof Coi in St. Ulrich. Er vervollständigte seine Literaturstudien an der Universität Mailand. Nach dem Zweiten Weltkrieg setzte er sich für die Erhaltung der ladinischen Sprache ein. 1945 gründete er in Meran di Union Culturela di Ladins de Maran.
In Grödner Tracht gekleidet verteilte er in St. Ulrich im Jahr 1945 die Zeitschrift Popul Ladin, deren Herausgeber er war. 1946 gestaltete er die ersten Rundfunksendungen im Sender Bozen in ladinischer Sprache.
Max Tosi war auch naiver Maler. Von ihm  gibt es zahlreiche Bilder und Zeichnungen.

## Bibliographie
- Massimo Tosi Come un sogno. Merano dicembre 1933. Estratto da:Il R. Liceo-Ginnasio"Giosuè Carducci" di Merano nel settennio 1933-XI - 1940-XVIII Rocca San Casciano 1940-XVIII (italienisch).
- Massimo Tosi: Primiz. Da: Diciassette Prosatori, Gruppo Scrittori S.C.I.E. Bologna 1936, pl. 97-102 (italienisch).
- Max Tosi: S. 16 La Ciantia dla Ladinia in 30 cianties per Gherdëina. Herausgeber Union di Ladins de Gherdëina. Edizions Carrara Bergamo 1955. (Notenbuch ladinisch).
- Ciofes da Mont. Union di Ladins de Gherdeina. St. Ulrich in Gröden 1975. (ladinisch)
- La mpermetuda, in: “Ladinia”, V, 1981, S. 305–308. (ladinisch)
- Sul lim de Val Müstair, in: “Ladinia”, VI, 1982, S. 262–263. (ladinisch)
- Vìjites via per la nuet, in: “Ladinia”, VIII, 1984, S. 172–177. (ladinisch, Übersetzung auf Italienisch von Walter Belardi)